# كريم عفيفي
كريم عفيفي (مواليد القاهرة 24 نوفمبر 1987) ممثل مصري، بدأ مسيرته الفنية من خلال مسرح الجامعات خلال فترة دراسته بكلية التجارة، حيث شارك مع زملائه في كتابة وإخراج عدد كبير من المسرحيات في الجامعة، ثم شارك بترشيح من الفنان خالد جلال في مسرحية (SMS) التي قامت ببطولتها الممثلة اللبنانية {نيكول سابا}، ثم شارك بمسرحية (هاملت) عام 2010، لتأتيه الفرصة للمشاركة بالجزء الأول من المسلسل اوي بنفس العام ثم شارك بالأجزاء اللاحقة، ليختاره الفنان أشرف عبد الباقي ليكون واحدًا من فريق تياترو مصر عام 2013، من أبرز أعماله أيضاً (أنا وبابا وماما، خلي بالك من حاحا).

## أعماله
قام بتمثيل عدة أعمال، منها: 
1. مسرح مصر
2. مسلسل نجيب زاهي زركش 2021
3. ولد الغلابة 2019
4. لهفة مسلسل2015
5. بنات سوبر مان 2016
6. خلي بالك من حاحا مسلسل 2015
7. تياترو - الموسم الأول مسرحية 2015
8. أنا وبابا وماما سيت كوم 2014 عصام بن نهلة
9. تياترو مصر/الموسم الثاني مسرحية 2014
10. تياترو مصر 2013
11. الكبير أوي مسلسل 2013
12. أوشن 14
13. رمضان كريم2017
14. خير وبركة 2017
15. سك على إخواتك 2018
16. عصابة عظيمة 2024
17. عالماشي 2024